# Thomas Pope (homme politique canadien)
Pour les articles homonymes, voir Thomas Pope.
Thomas Pope, né le 16 octobre 1825 à Prescott et mort le 29 juin 1863 à Québec, est un homme politique canadien.

## Biographie
Thomas Pope est né au Haut-Canada de parents écossais. Il se rend en Écosse la durée de ses études, puis revient au Canada. Il devient avocat aux côtés du Jean-François-Joseph Duval, lequel deviendra plus tard juge en chef du Québec. Pope est échevin au conseil municipal de Québec du 6 décembre 1858 au 17 janvier 1861. Il est maire de Québec du 22 janvier 1861 au 29 juin 1863, date de son décès.

## Postérité
- Une rue est nommée en son honneur à  Québec.